# سالبادور كرسبو
سالبادور كرسبو (بالإسبانية: Salvador Crespo)‏ هو منافس ألعاب قوى إسباني، ولد في 21 أكتوبر 1983.

## وصلات خارجية
- سالبادور كرسبو على موقع الاتحاد الدولي لألعاب القوى (الإنجليزية)